# Live Scenes from New York
Live Scenes from New York är ett livealbum av det amerikanska progressiv metal/progressiv rock-bandet Dream Theater, inspelat den 30 augusti 2000 på Roseland Ballroom i New York. Albumet släpptes ursprungligen den 11 september 2001 av skivbolaget Elektra Records, men när det uppmärksammades att omslaget visade en skyline av New York, inklusive World Trade Center, i lågor så drogs albumet tillbaka och släpptes kort därefter med nytt omslag.

## Låtlista
CD 1
1. "Regression" – 2:46
2. "Overture 1928" (instrumental) – 3:32
3. "Strange Déjà Vu" – 5:03
4. "Through My Words" – 1:42
5. "Fatal Tragedy" – 6:22
6. "Beyond This Life" – 11:17
7. "John & Theresa Solo Spot" – 3:17
8. "Through Her Eyes" – 6:17
9. "Home" – 13:21
10. "The Dance of Eternity" – 6:25

Speltid: 01:00:02
CD 2
1. "One Last Time" – 4:12
2. "The Spirit Carries On" – 7:40
3. "Finally Free" – 10:59
4. "Metropolis, Part I: The Miracle and the Sleeper" – 10:37
5. "The Mirror" – 8:15
6. "Just Let Me Breathe" – 4:03
7. "Acid Rain" – 2:35
8. "Caught in a New Millennium" – 6:22
9. "Another Day" – 5:13
10. "Jordan Rudess Keyboard Solo" – 6:40

Speltid: 01:06:36
CD 3
1. "A Mind Beside Itself: I. Erotomania" – 7:22
2. "A Mind Beside Itself: II. Voices" – 9:45
3. "A Mind Beside Itself: III. The Silent Man" – 5:09
4. "Learning to Live" – 14:02
5. "A Change of Seasons" – 24:33

Speltid: 01:00:51

## Medverkande
Dream Theater
- James LaBrie – sång, percussion
- John Myung – basgitarr
- John Petrucci – gitarr, bakgrundssång
- Mike Portnoy – trummor, bakgrundssång
- Jordan Rudess – keyboard

Bidragande musiker
- Theresa Thomason – sång (på "Through Her Eyes" och "The Spirit Carries On")
- Gospel Choir – kör (på "The Spirit Carries On")
- Jo Marno – körarrangemeang
- Jay Beckenstein – sopransaxofon (på "Another Day")
- Kent Broadhurst – röst ("The Hypnotherapist")

Produktion
- John Petrucci, Mike Portnoy – producent
- Kevin Shirley – ljudtekniker, ljudmix